# Établissement thermal de Néris-les-Bains
L'établissement thermal de Néris-les-Bains est un établissement thermal situé sur la commune de Néris-les-Bains, dans le département de l'Allier, en France.

## Localisation
L'immeuble se trouve 6, place des Thermes.

## Exploitation
Les thermes sont gérés par la Chaîne thermale du Soleil.

## Historique
L'édifice est inscrit au titre des monuments historiques en 1984.